# Rio Gărgălău
O Rio Gărgălău é um rio da Romênia, afluente do Sebeş, localizado no distrito de Alba.